# بروورسدام
بروورسدام (به هلندی: Brouwersdam) یک سد و منطقهٔ مسکونی در هلند است که در اسخائن-دایفه‌لاند واقع شده‌است.